# Simfonia núm. 4 (Rosenberg)
La Simfonia núm. 4, Johannes uppenbarelse (La revelació de sant Joan), op. 87, és una simfonia coral composta per Hilding Rosenberg amb textos de l'Apocalipsi de sant Joan de la Bíblia i poemes de Hjalmar Gullberg. La primera versió va ser composta l'any 1940 i es va estrenar el 6 de desembre del mateix any amb la Radioorkestern, sota la direcció del mateix compositor i retransmesa des de la Sala de concerts d'Estocolm. En l'estrena els cors van ser dirigits per Einar Ralf i el recitador va ser l'actor Anders de Wahl. Té una durada aproximada de 75 minuts.
Ja que es tracta d'una composició on el text acompleix un paper destacat, alguns han intentat argumentar que La revelació de sant Joan és més un oratori que una simfonia. No obstant això, el mateix Rosenberg va defensar que es tractava d'una simfonia.

## Origen i context
Mentre Rosenberg componia la Quarta Simfonia, Europa es trobava en una fase crucial de la Segona Guerra Mundial, amb esdeveniments dramàtics especialment des de la perspectiva escandinava, tot i que Suècia es va salvar de la participació directa en la guerra. El 9 d'abril, Dinamarca i Noruega van ser ocupades pels alemanys. A mitjans de juny, Alemanya va iniciar la seva ofensiva contra els Països Baixos, Bèlgica i França, amb la capitulació francesa el 25 de juny i l'inici de la batalla d'Anglaterra. Poc després, Estònia, Letònia i Lituània van ser annexionades per la Unió Soviètica. Amb la guerra com a teló de fons, Rosenberg aspirava a convertir la Quarta Simfonia en una representació simbòlica de la lluita contra les dictadures feixistes i a expressar l'esperança d'una victòria definitiva.

## Representacions
La peça es va interpretar diverses vegades durant la guerra, i va ser ben rebuda per la crítica, que la van definir com «el programa musical més important de la tardor» o «Hilding Rosenberg és un fenomen destacat en la vida musical sueca d'avui».
Rosenberg va escriure una segona versió només per a narrador, cor i orgue a petició de Henrik Jansson, que volia interpretar la simfonia a les esglésies, només amb un cor i un orgue. Jansson va interpretar aquesta versió del 1948 al 1979 a Sala, Malmö, Göteborg i en gires. De vegades els recitatius eren cantats, altres vegades eren parlats. Finalment, entre els anys 1948 i 1949, va fer la versió definitiva, per a recitatiu (baríton), cor mixt i orquestra amb el text de la Bíblia i els cors amb poemes de Hjalmar Gullberg.

## Instrumentació
La Simfonia núm. 2 està escrita per a 2 flautes, 2 oboès, 2 clarinets, 2 fagots - 4 trompes, 4 trompetes, 3 trombons, 1 tuba, timbales, percussió (2 músics), arpa i cordes.